# Heinz Bausch
Heinz Bausch (* 30. März 1899 im Ruhrgebiet; † 1974) war ein deutscher KPD-Funktionär und politischer Häftling im KZ Buchenwald, der nach der Befreiung vom Nationalsozialismus  bei der Volkspolizei tätig war.

## Leben und Wirken
Bausch erlernte nach der Volksschule wie bereits sein Vater den Beruf eines Bergmanns. Er wurde Mitglied der KPD und war Kompanieführer der Roten Ruhrarmee während des Ruhraufstandes. Von 1920 bis 1922 war er Betriebsrat. Zur Zeit der Weimarer Republik stand er wegen Hochverrats vor Gericht und verbüßte eine sechsjährige Haftstrafe. Danach war er als Funktionär der KPD in Sachsen tätig. 1931/32 absolvierte er Kurse an der Internationalen Lenin-Schule in Moskau. Nach seiner 1933 erfolgten Rückkehr beteiligte er sich im nationalsozialistischen Deutschen Reich am antifaschistischen Widerstand. Er wurde 1933 in Zwickau festgenommen und blieb in der Zeit des Nationalsozialismus in Haft. Ab 1935 war er im Zuchthaus Waldheim inhaftiert, von wo er 1938 in das KZ Buchenwald überstellt wurde. Zuletzt war er Kapo in der Effektenkammer des Lagers und erlebte am 11. April 1945 die Befreiung des KZ Buchenwald. In einem Bericht zweier amerikanischer Offiziere zur Rolle der Kommunisten im KZ Buchenwald kurz nach der Befreiung wurde Bausch mit weiteren Funktionshäftlingen u. a. namentlich Hein Hauptmann und Arthur Dietzsch (der kein Kommunist war), negativ im Zusammenhang mit nicht von der SS begangenen Brutalitäten erwähnt.
In der sowjetischen Besatzungszone beteiligte er sich ab Juni 1945 am Aufbau der Deutschen Volkspolizei (DVP) in Sachsen, wo er in unterschiedlichen Funktionen leitend tätig wurde. Als Nachfolger Erich Reschkes leitete er von 1950 bis 1953 die Strafvollzugsanstalt Bautzen I. Zuletzt leitete er bis zu seinem Ruhestand 1959 als Oberst die Bezirksbehörde der DVP in Leipzig. Bausch war Mitglied der SED.
Bausch lebte zuletzt in Dresden.

## Auszeichnungen
- 1956 Vaterländischer Verdienstorden in Silber und 1969 in Gold
- 1974 Ehrenspange zum Vaterländischen Verdienstorden in Gold